# لرد (خلخال)
روستای گردشگری لِرد (به تاتی:Lard, لْرد),() در بخش شاهرود شهرستان خلخال از توابع استان اردبیل قرار دارد.

## جغرافیا
راه اصلی این روستا از مسیر شاهرود به طول ۶۵ کیلومتر است و راه فرعی از مسیر روستای بفراجرد به طول ۳۲ کیلومتر با شهر خلخال، مرکز شهرستان خلخال فاصله دارد.
روستای لرد در ۲۷ کیلومتری شهر کلور مرکز بخش شاهرود واقع شده است.
بخش شاهرود، در جنوب خلخال واقع شده است و مرکز آن شهر کلور است. بخش شاهرود دارای ۳۴ روستا و در سه دهستان شاهرود، شال و دهستان پلنگا واقع شده است. لرد جزء دهستان پلنگا است و از نام کوه بزرگی که در ضلع شرقی آن قرار دارد، برگرفته شده است.

این روستا از شمال به روستای میان رودان، از جنوب به روستای کرنق و از مشرق به کلور و روستای درو، از جنوب شرقی به روستای کرین و از مغرب به کوه سر به فلک کشیدهٔ آق داغ متصل است.

## تاریخچه

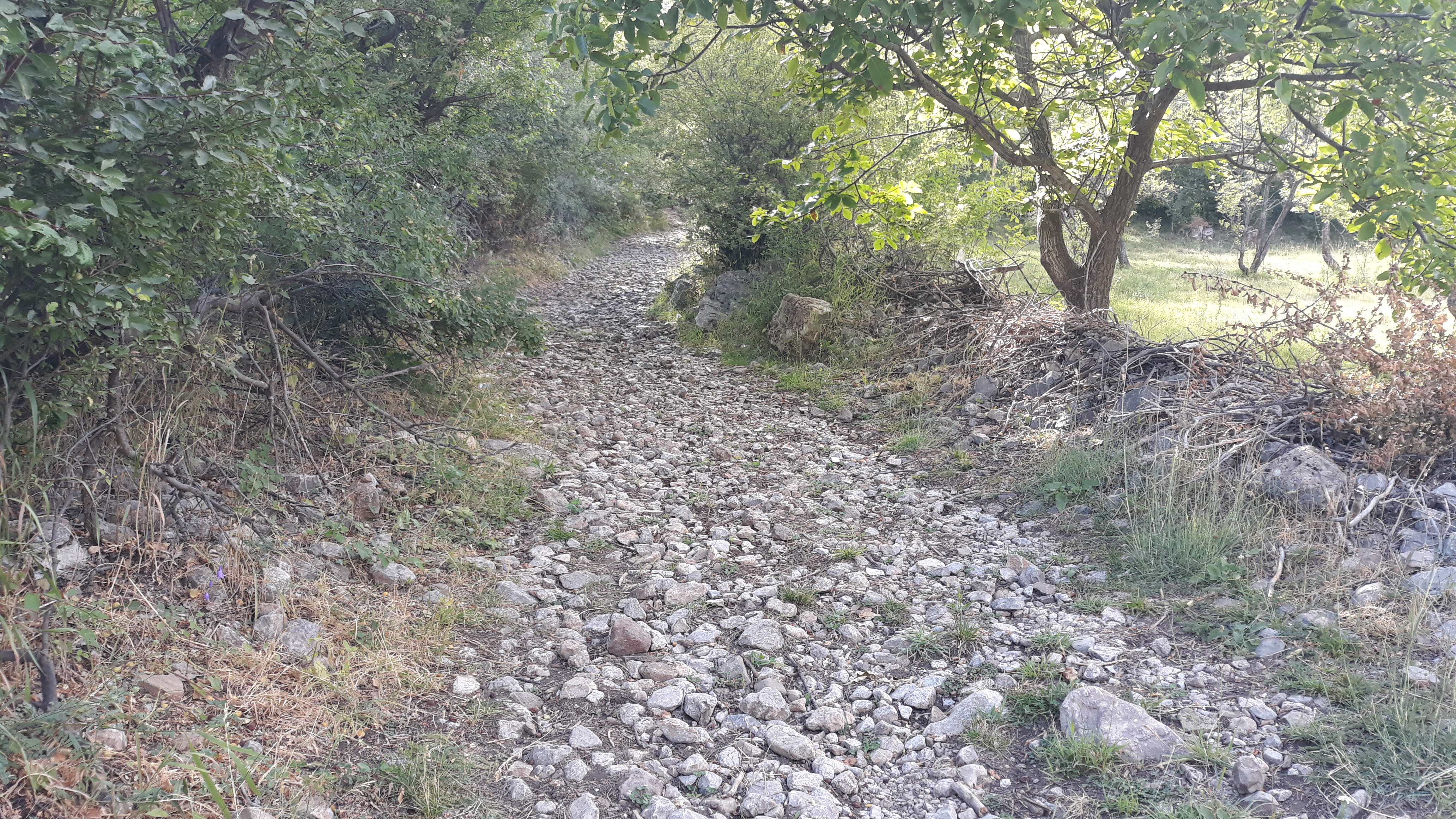
کوچه باغ‌های روستای گردشگری لرد

در مورد پیشینهٔ تاریخی این روستا اطلاعات کافی و دقیق وجود ندارد امّا وجود قبرستانی به نام قبره قبرسان به معنی گورستان قبرها، در فاصله دو کیلومتری این روستا بر قدمت چند هزار سالهٔ آن دلالت دارد.
همچنین وجود کوهی به نام قلعه گردن در قسمت شمالی روستا گویای وجود یک قلعه دفاعی در زمان‌های گذشته می‌باشد اما در حال حاضر هیچ اثری از وجود قلعه به چشم نمی‌خورد. سالمندان این روستا نقل می‌کنند که عده ای از اهالی لرد در زمان‌های نه چندان دور در دو محل خوش آب و هوا به نام دینار دول و طالشه دره که فعلاً جزو مراتع این روستا می‌باشند، سکونت داشته‌اند و تدریجاً به دلیل عدم وجود امنیت به مکان فعلی روستا نقل مکان کرده‌اند. آثار آبادانی قابل توجهی از این دو آبادی باقی نمانده است و در اثر مرور زمان و عوامل طبیعی همهٔ آثار آن‌ها از بین رفته است. در تأیید این مطلب می‌توان به اسناد ملکی ثبتی مربوط به اراضی نسقی این مناطق تحت عنوان قریهٔ دینار دول و قریهٔ طالشه درق از توابع لرد اشاره کرد. در بعضی از نقشه‌ها نیز این دو محل تحت عنوان آبادی خالی از سکنه نام برده شده است.

## آب و هوا
از لحاظ اقلیمی، این روستا در منطقه کوهستانی و در دامنهٔ شرقی کوه بلند آق داغ قرار دارد. به همین دلیل در پاییز و زمستان دارای هوای بسیار سرد و در بهار و تابستان معتدل می‌باشد. به طوری که در زمستان گاهی درجهٔ هوا به ۳۰- درجه سلسیوس و در تابستان حداکثر تا ۳۰+ درجه سلسیوس می‌رسد.

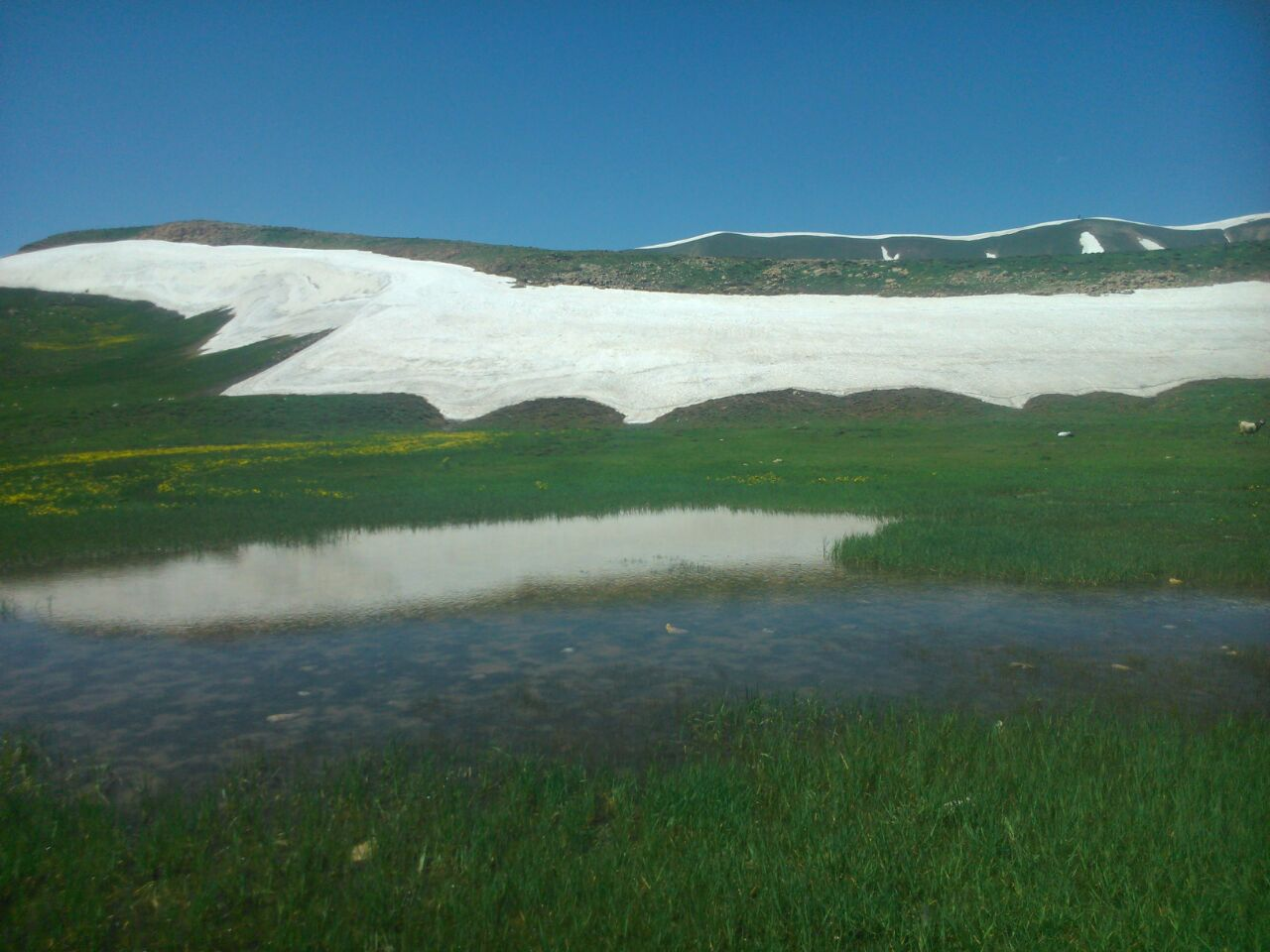
طبیعت بهاری روستای گردشگری لرد

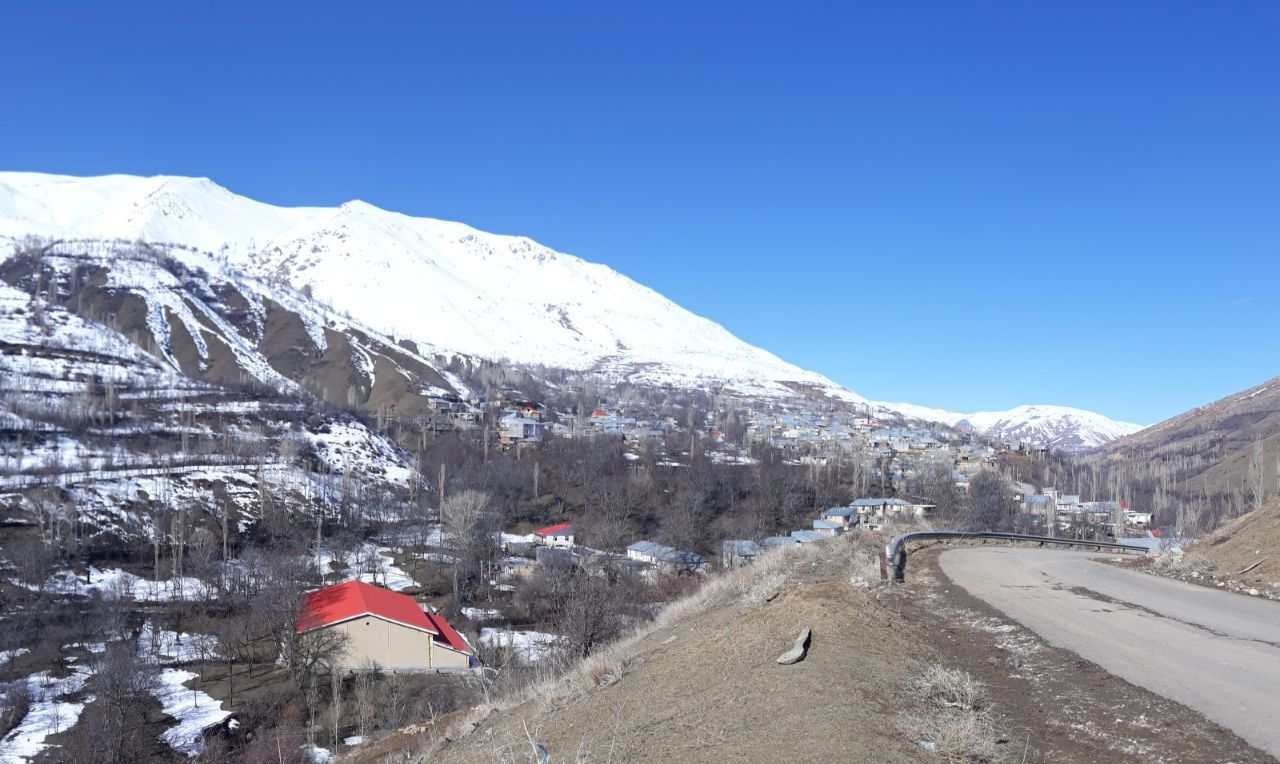
نمای برفی روستای گردشگری لرد

## جمعیت
این روستا بزرگ‌ترین و پرجمعیت‌ترین روستای شهرستان خلخال می‌باشد و در حال حاضر دارای ۹۲۶ خانوار و نزدیک به ۴۰۰۰ نفر جمعیت ثابت است و با توجه به مهاجرت فصلی تعدادی از اهالی آن به شهرهای گیلان که در فصول بهار و تابستان برای کاشت و داشت و برداشت محصولات کشاورزی به روستا برمی گردند و خانه و لوازم زندگیشان همچنان در روستا دایر و پابرجاست، جمعیتش به حدود ۵۰۰۰ نفر می‌رسد.
در اجرای مصوبهٔ مجلس و دولت مبنی بر تبدیل روستاهای بالای سه هزار و پانصد نفر جمعیت به شهر از سال ۱۳۹۰ با پیگیری‌های مستمر نمایندگان خلخال در مجلس شورای اسلامی و تصمیماتی که مسئولان ذی‌ربط در استان اردبیل و شهرستان خلخال اتخاذ گردیده است، قرار است به زودی این روستا به شهر تبدیل شود.

## سوغات
گردوی مرغوب از مهم‌ترین محصولات روستای گردشگری لرد است. انواع گلابی، سیب، آلبالو، گیلاس، آلو و زردآلو، آب‌معدنی، گیاهان دارویی، عسل کوهستان، انواع محصولات لبنی، ماهی و دام زنده از دیگر سوغات لرد است که می‌توانید از این روستای گردشگری به سوغات ببرید.

از مشهورترین صنایع دستی روستا می‌توان به لباس محلی ویژه بانوان (به زبان تاتی: شی شلوار) اشاره کرد که بیانگر هویت تاریخی مردمان روستای لرد است. همچنین گلیم، جاجیم و روسری‌هایی موسوم به سرانداز (که با سراندازهای مردمان تالش شباهت دارد) نیز از صنایع دستی تولید شده مردمان روستای گردشگری لرد است.

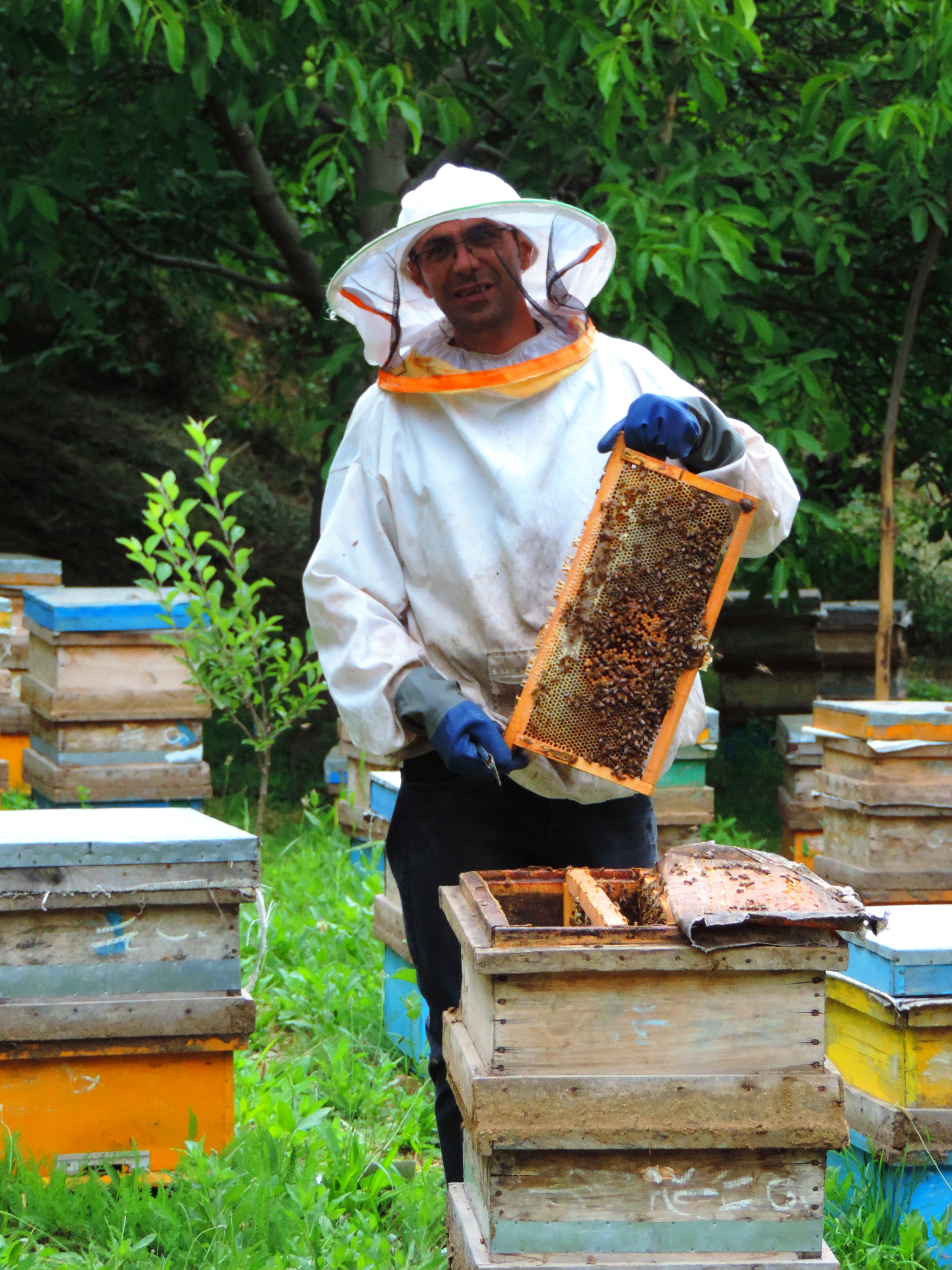
عسل طبیعی و ارگانیک کوهستان از دیگر سوغات روستای گردشگری لرد بشمار می‌رود.
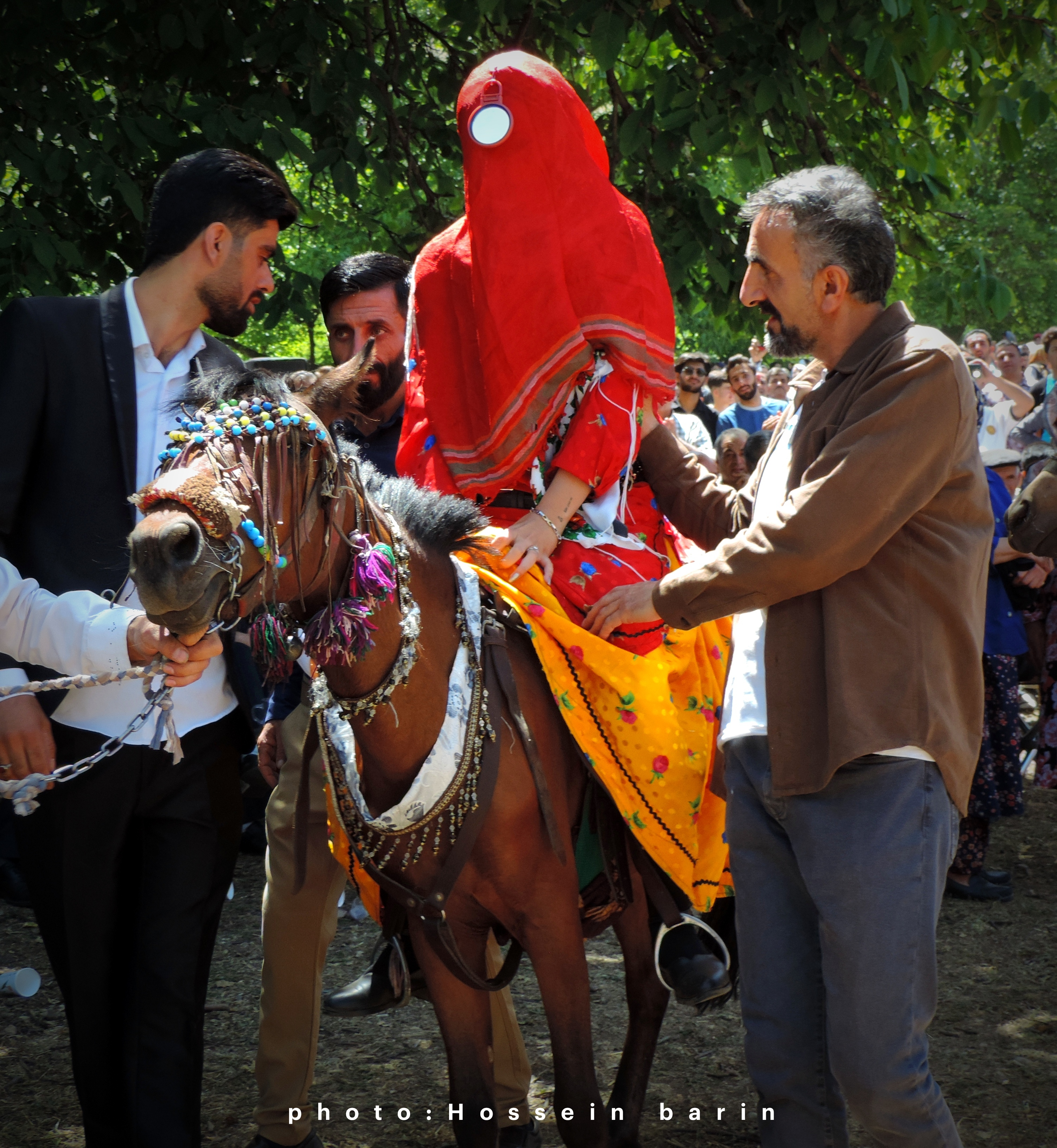
آیین سنتی عروس بران

## گردشگری
روستای گردشگری لِرد که یکی از مقاصد و جاذبه‌های گردشگری استان اردبیل و شهرستان خلخال بشمار می‌رود، به واسطه باغ‌های متنوع و جاذبه‌هایی نظیر غار سنگی کوخول عنبر، بقعه امامزاده محمد، دشت گل‌های شقایق، منطقه حفاظت‌شده آق داغ، منطقه سرسبز طالشه درق و چشمه‌های طبیعی و معجزه‌آسا که از مهم‌ترین آنها می‌توان به چشمه آبشار سیبیه خانی اشاره کرد، شهرت دارد.

وجود چنین جاذبه‌های گردشگری سبب شده صنعت گردشگری در روستا بیش از پیش رونق بگیرد.

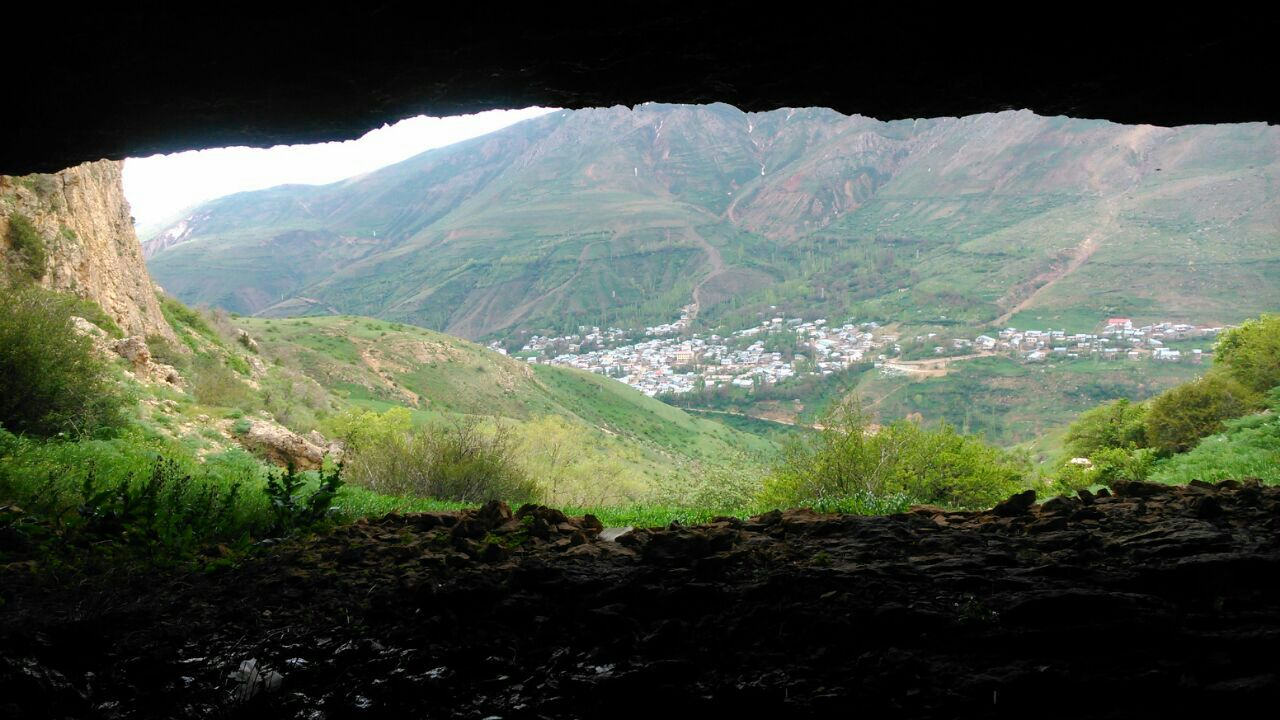
دورنمای لرد از غار کوخول عنبر
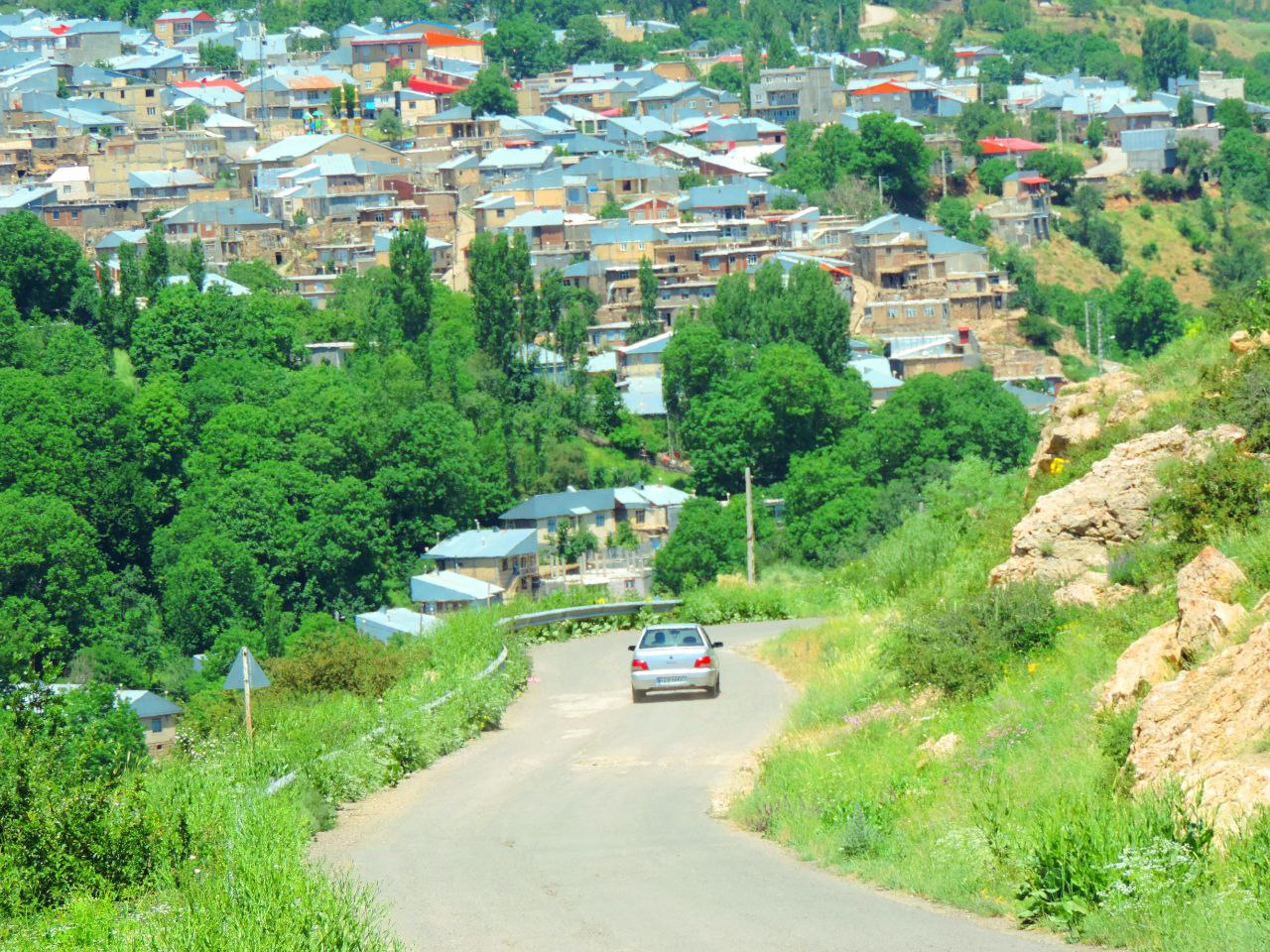
نمای روستای گردشگری لرد در بهار عکاس حسین برین

## معماری
شکل روستا از نوع تیپ مجتمع و متراکم می‌باشد. شکل ساختمان‌های روستا، نمای قدیمی را که از خشت وگل ساخته شده بود از دست داده است و سقفشان نیز که با چوب جنگل و گون و گِل پوشانده می‌شد، امروزه به شکل کاملاً مدرن و با مصالح روز ساخته می‌شوند. البته هنوز هم نمونه‌هایی از خانه‌های گلی قدیمی در بافت قدیمی روستا به چشم می‌خورد. کوچه‌ها نسبت به سابق عریض تر شده‌اند و چند تا از خیابان‌های اصلی آسفالت شده‌اند ولی از آسفالت کوچه‌ها هنوز خبری نیست. بخشی از طرح هادی روستا اجرا شده است و بقیهٔ طرح هنوز باقی است.

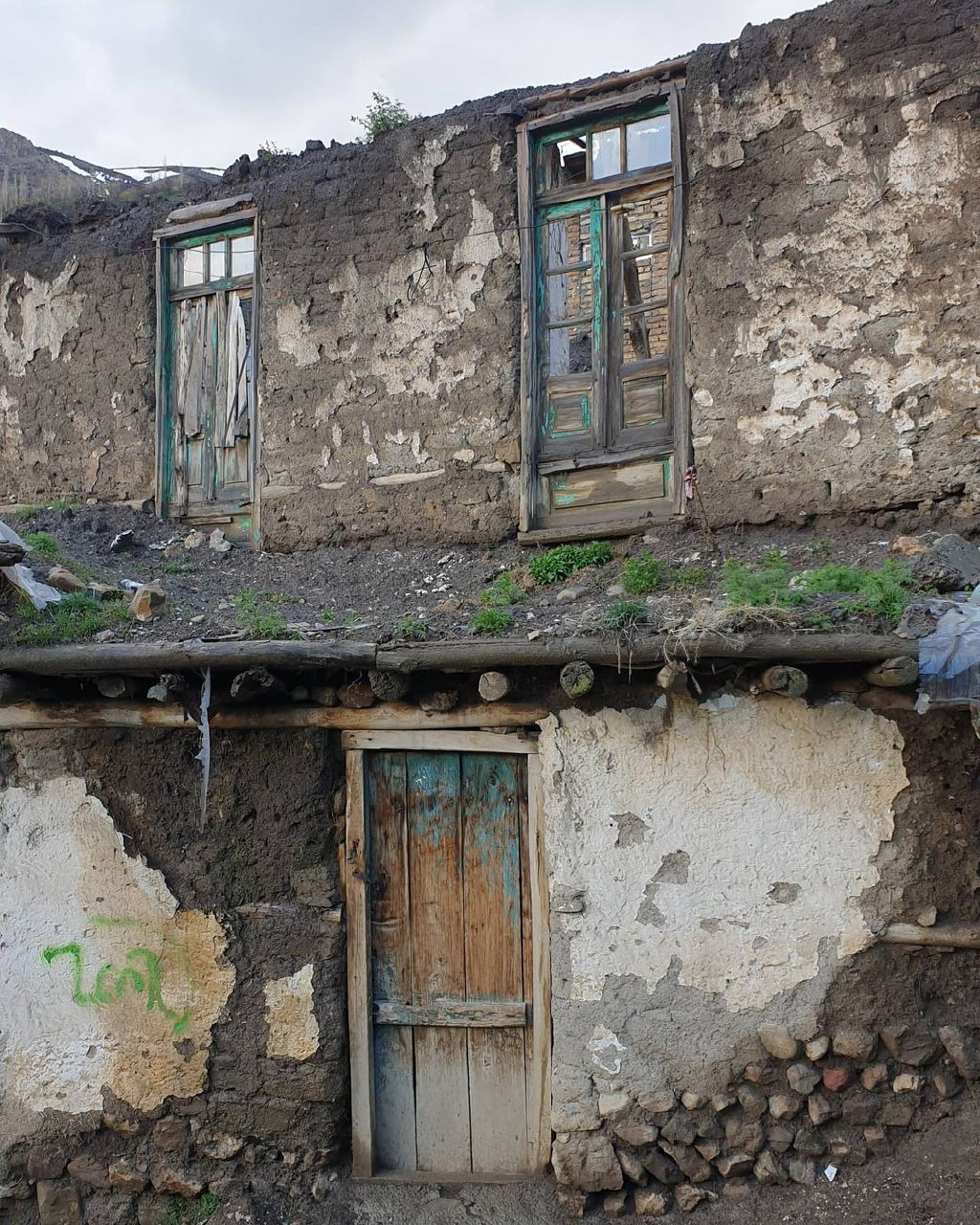
بافت خانه‌های قدیمی و سنتی روستا که بیشتر در محله جیرین کوچه مشاهده می‌شوند

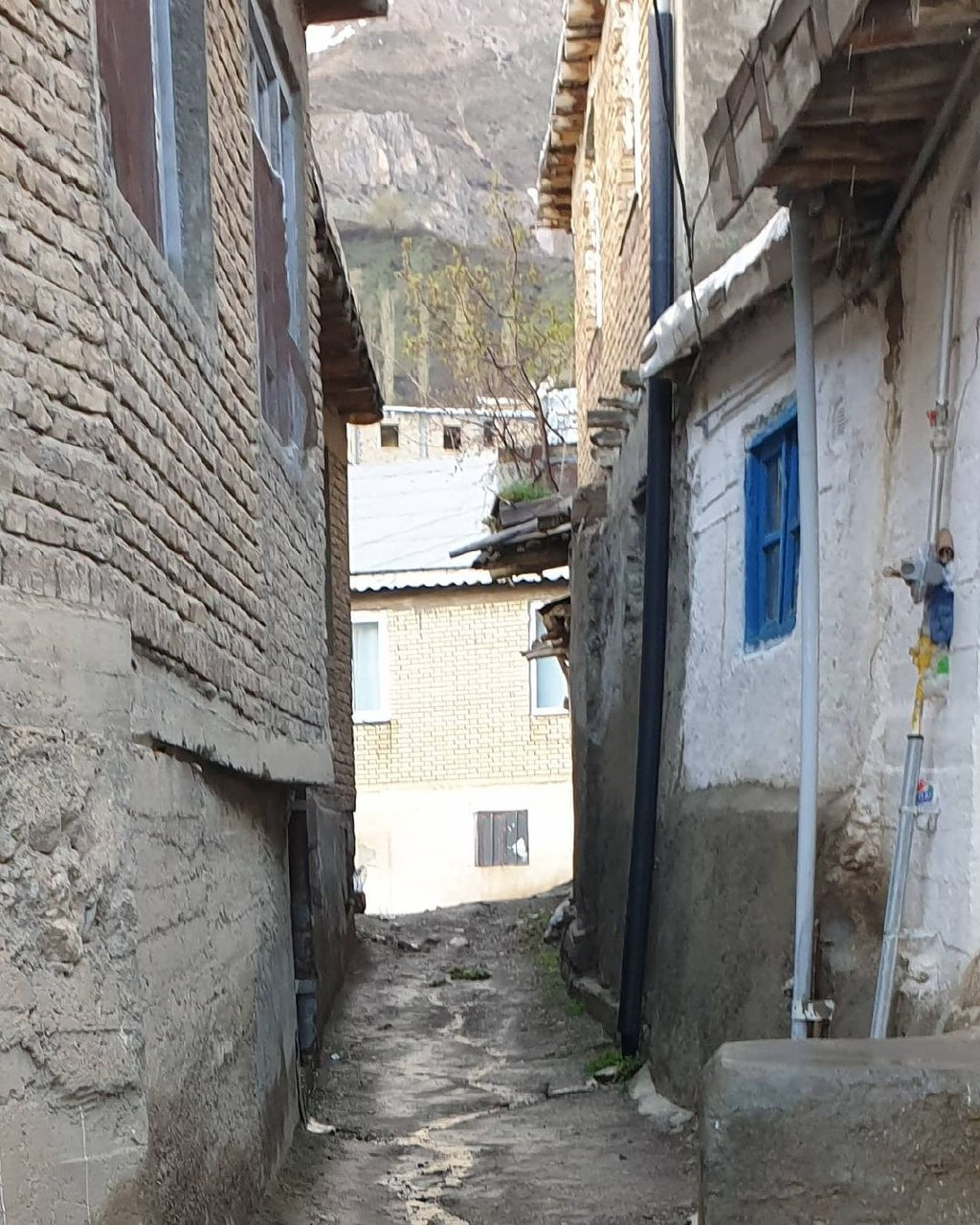
بافت خانه‌های قدیمی و سنتی روستا که بیشتر در محله جیرین کوچه مشاهده می‌شوند

## رودخانه‌ها و چشمه‌های مهم
دو رودخانهٔ «پیلَّه رُبار» به معنی رودخانهٔ بزرگ و «ویلّییَه رُبار» به معنی رودخانهٔ کوچک در این روستا جاری می‌باشند. «پیلَّه رُبار» در شمال روستا و در منطقهٔ خوش آب و هوای طالشَه درَه از به هم پیوستن دو رودخانه که یکی از کوه‌های روستای میان رودان و دیگری از کوه‌های روستای بفراجرد و دامنه‌های آق داغ سرچشمه می‌گیرد، تشکیل شده و در اطراف مسیر خود مزارع و باغات را سیراب می‌کند و «ویلّییَه رُبار» هم که از مغرب روستا در محلّی به نام چشمَه درَه سرچشمه می‌گیرد و پس از سیراب کردن باغات از وسط روستا گذشته و در قسمت جنوبی روستا به «پیلَّه رُبار» پیوسته و پس از عبور از روستاهای کرنق و برندق در خورش رستم به رودخانهٔ «قزل اوزن» ملحق و سپس از طریق سفید رود به دریای خزر می‌ریزد.

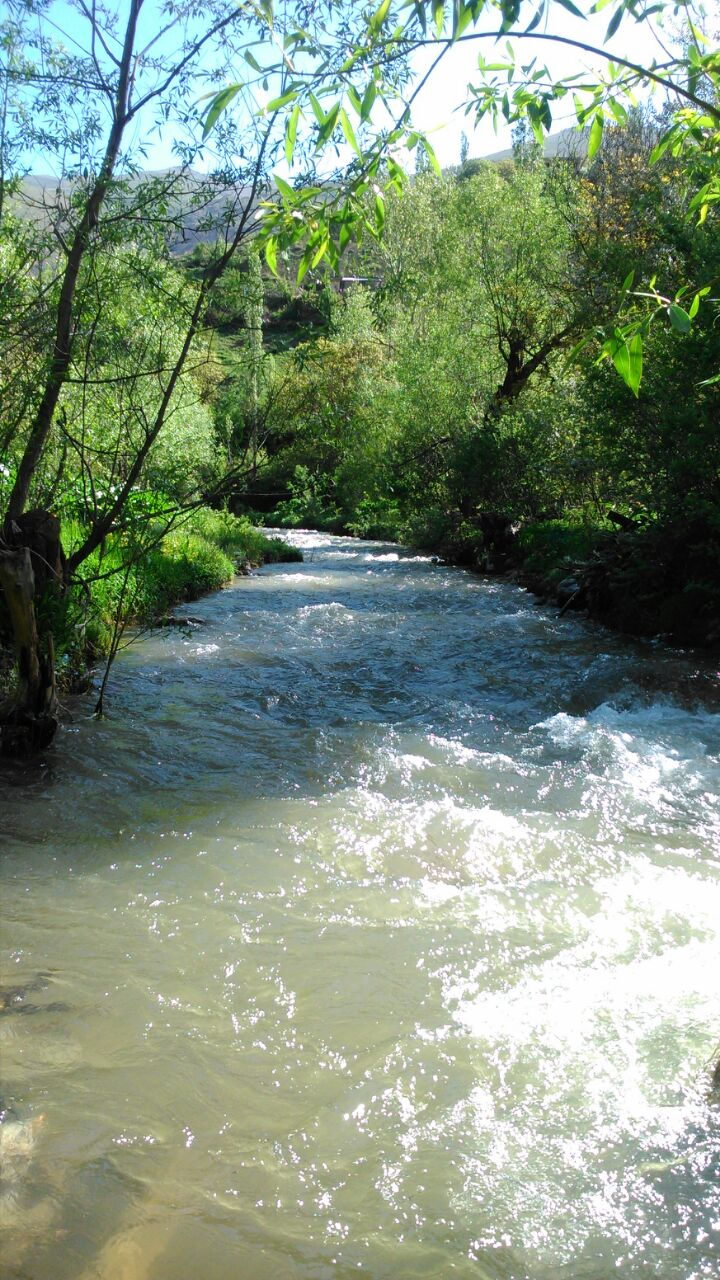
پیلَّه رُبار در خرداد ماه

## مردم، زبان و فرهنگ

### زبان
مردم لرد به زبان تاتی سخن می‌گویند.

### دین و مذهب
مردم این روستا مسلمان و پیرو مذهب شیعه می‌باشند.

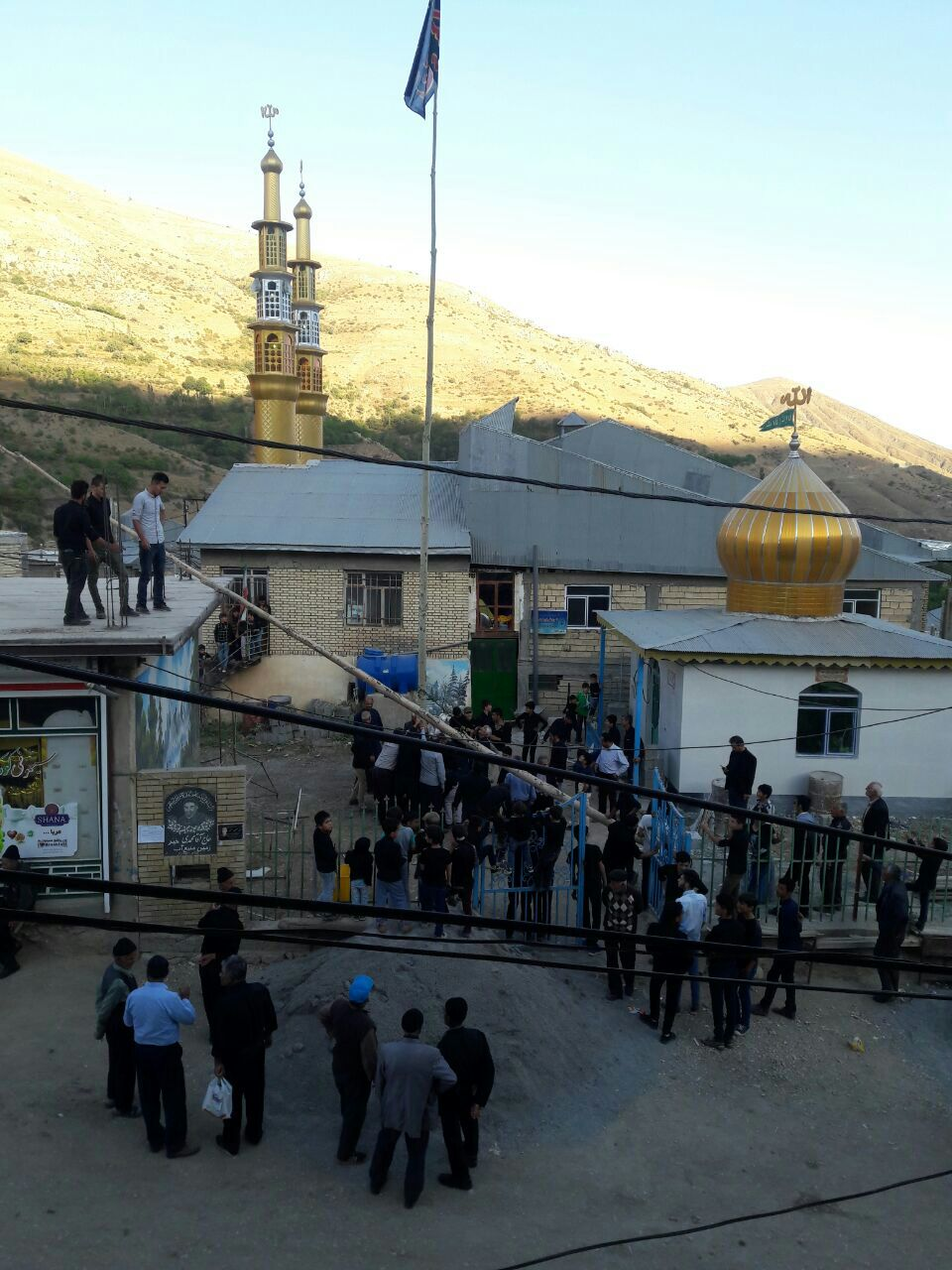
بقعه امامزاده محمد روستای گردشگری لرد در مراسم مذهبی قارا قارا

### برگزاری جشنواره‌های متنوع
روستای گردشگری لرد به خاطر ظرفیت‌های بالای گردشگری، هرساله میزبان جشنواره‌های متنوعی است که از جمله می‌توان به جشنواره گردو، جشنواره بازی‌های بومی و محلی، جشنواره غذاهای محلی، جشنواره صنایع دستی و جشنواره فرهنگ و زیست‌بوم که هدف آن معرفی آیین‌ها و فرهنگ‌های روستای گردشگری لرد است اشاره کرد.
در مرداد ماه ۱۳۹۸، روستای لرد میزبان جشنواره فرهنگ، زبان و زیست‌بوم خلخال بود.همچنین جشنواره فرهنگی، بومی و محلی روستای لرد در ۳۱ تیرماه ۱۴۰۱ برگزار شد.

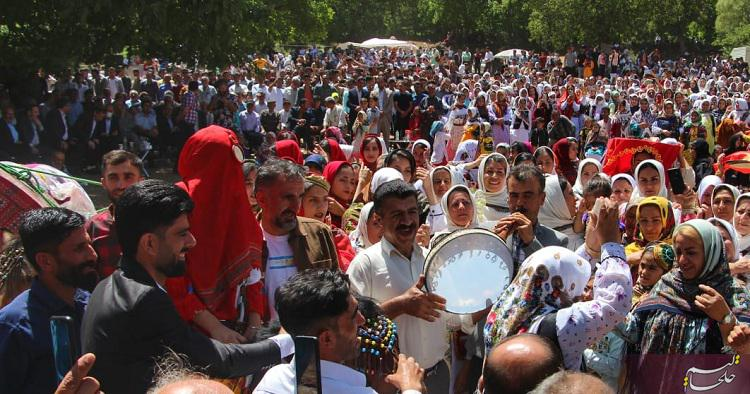
دومین جشنواره فرهنگ و زیست‌بوم روستای گردشگری لرد

## نگارخانه

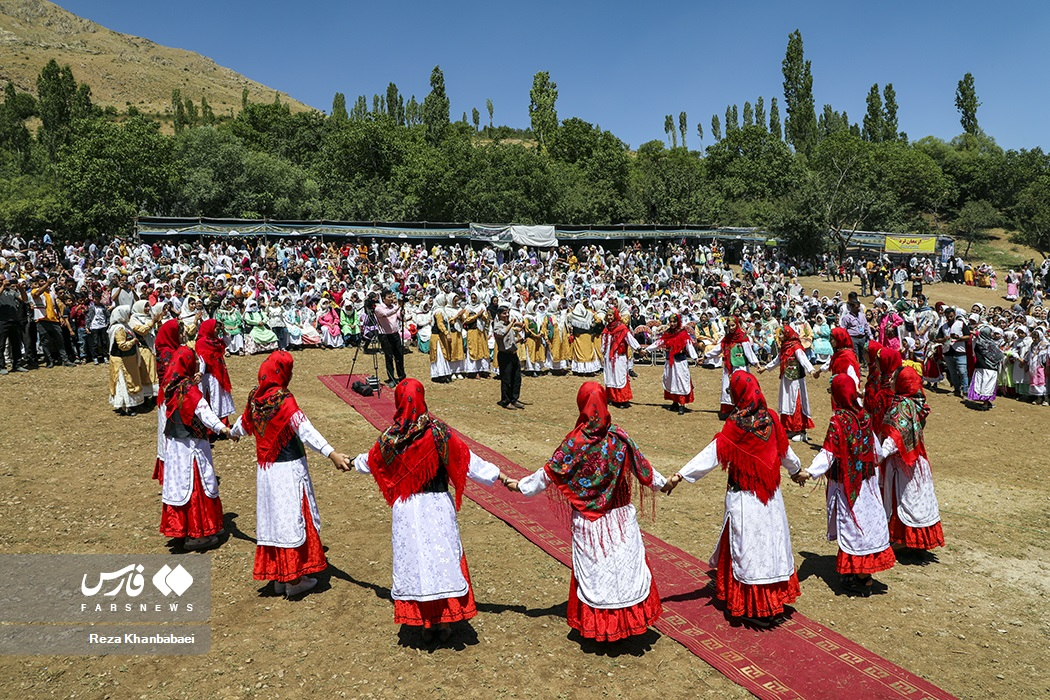
اجرای بازی‌های بومی و محلی توسط بانوان با لباس‌های محلی
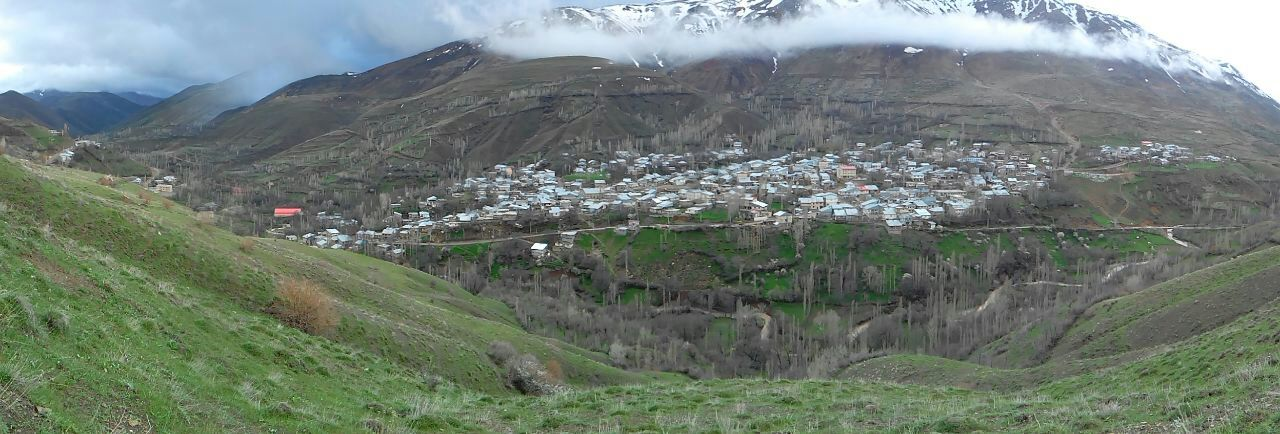
سراسر نما از لرد
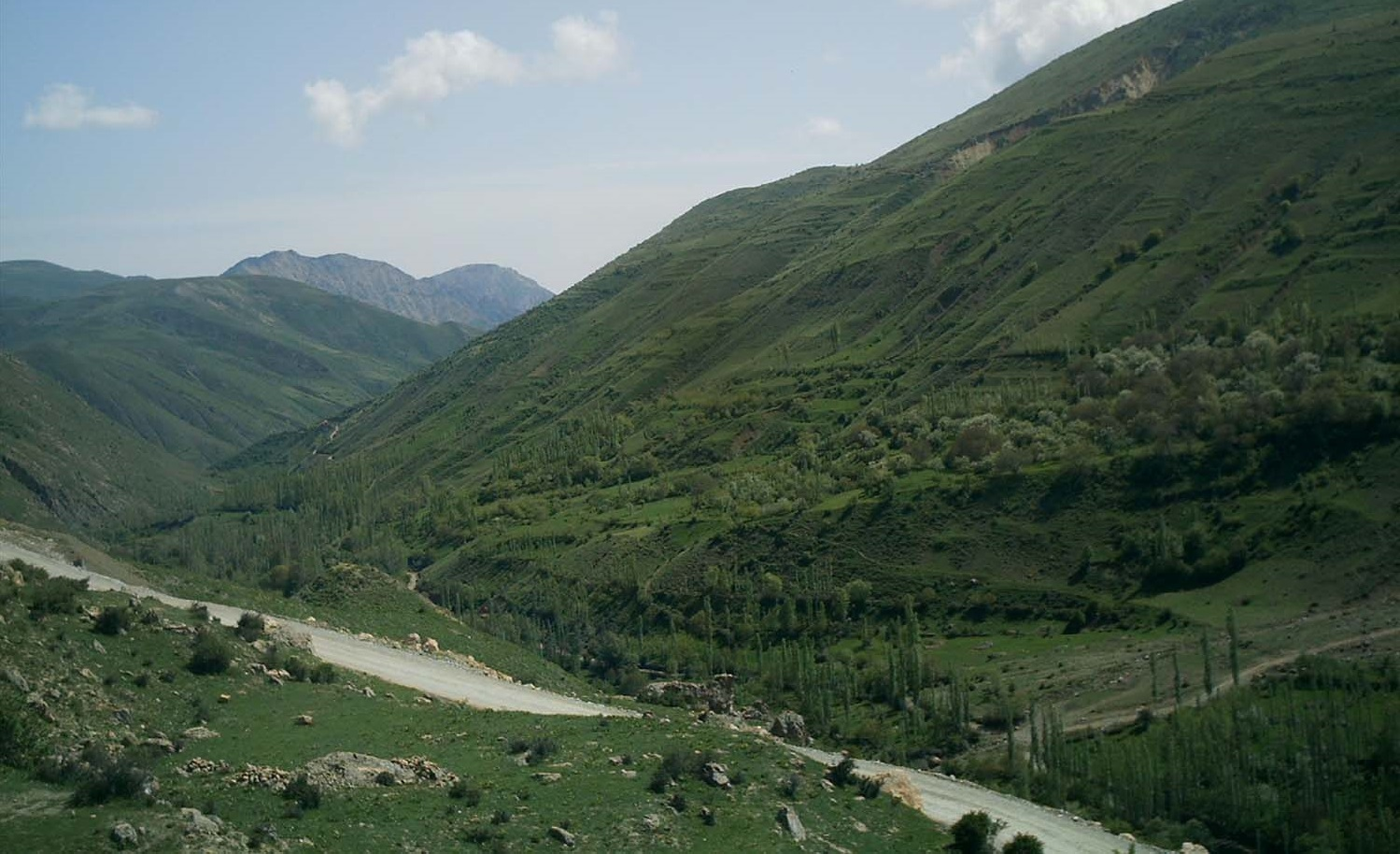
طبیعت روستای لرد
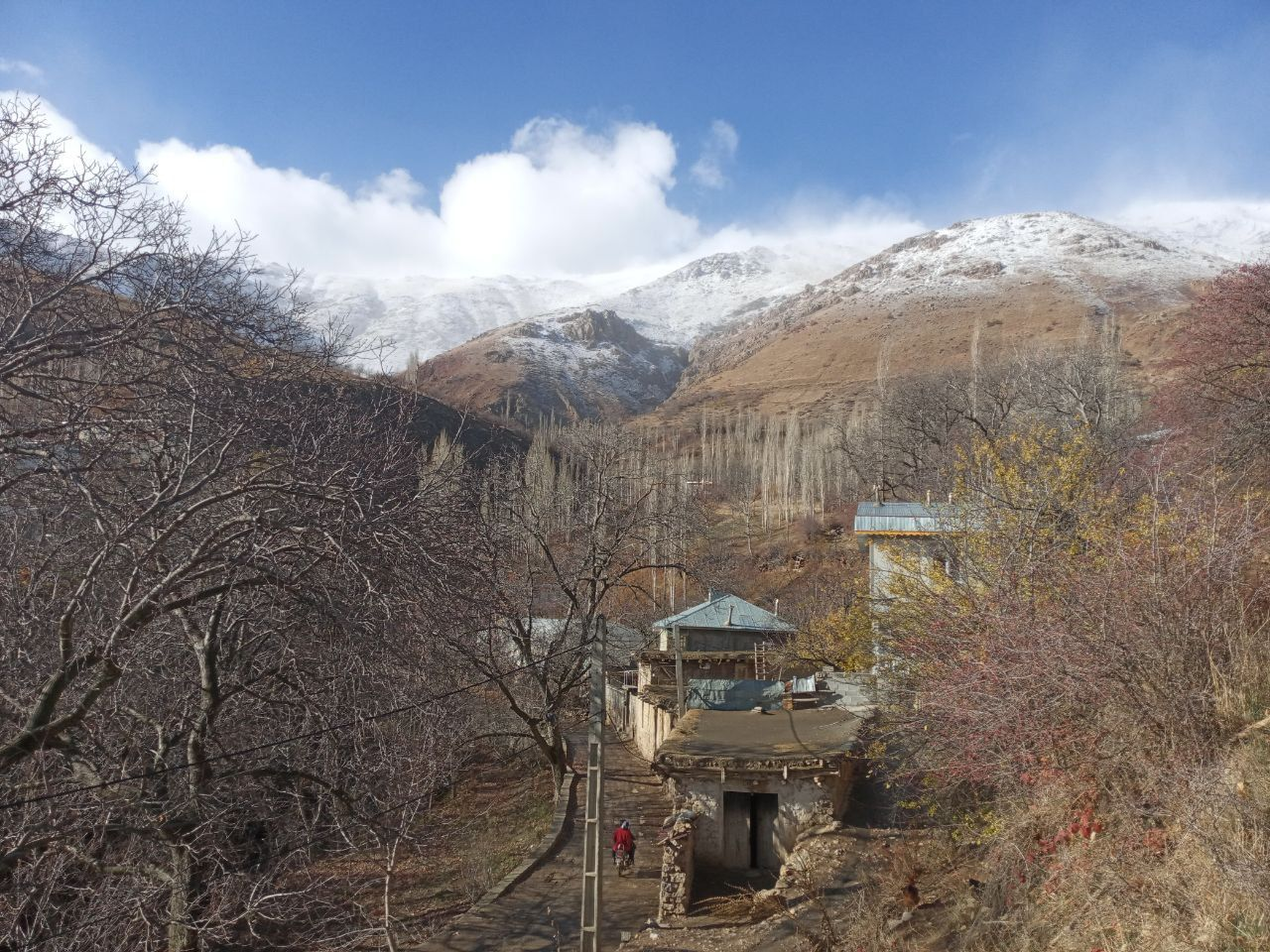
طبیعت آذر ماه
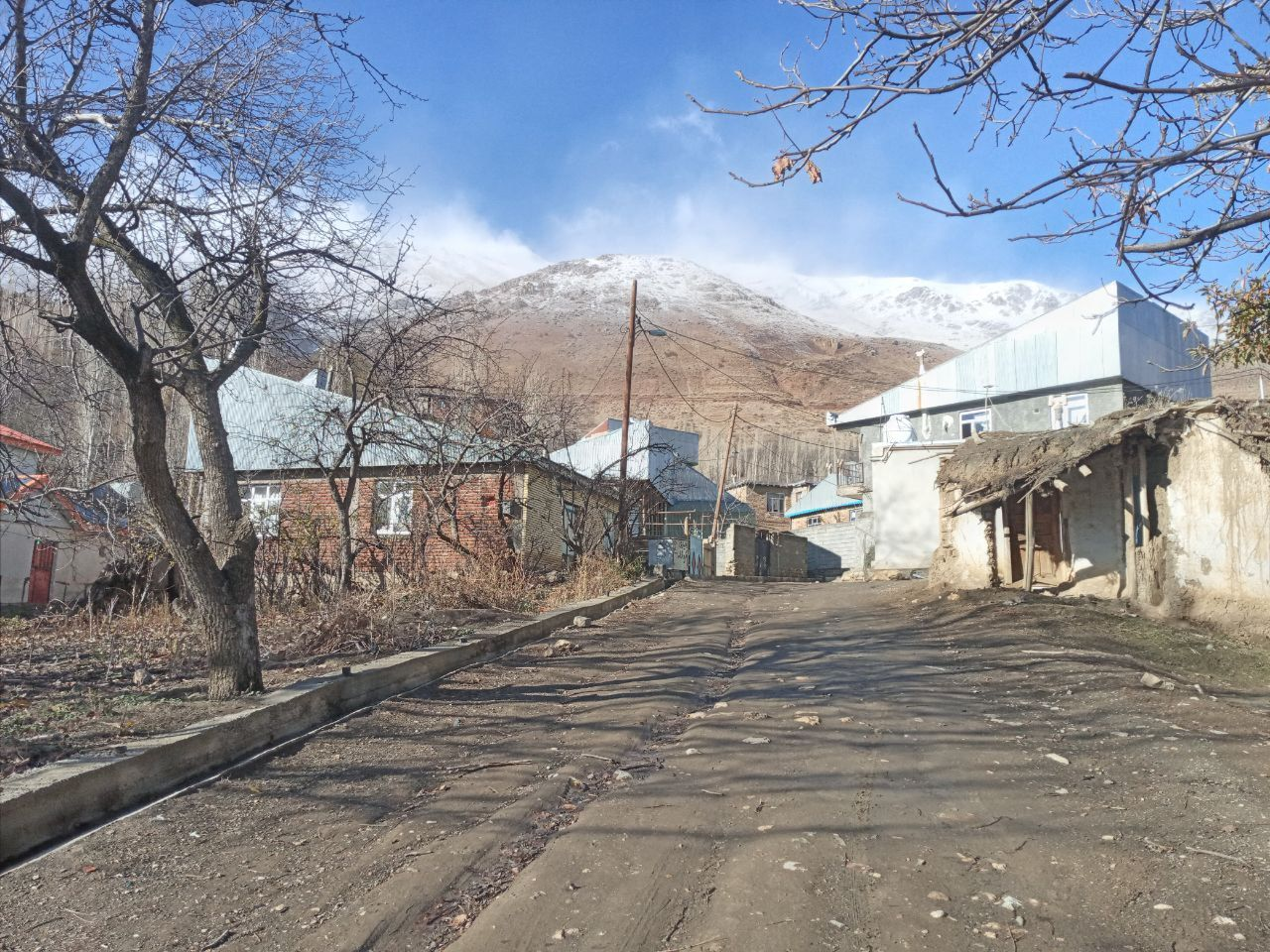
طبیعت آذرماه روستا
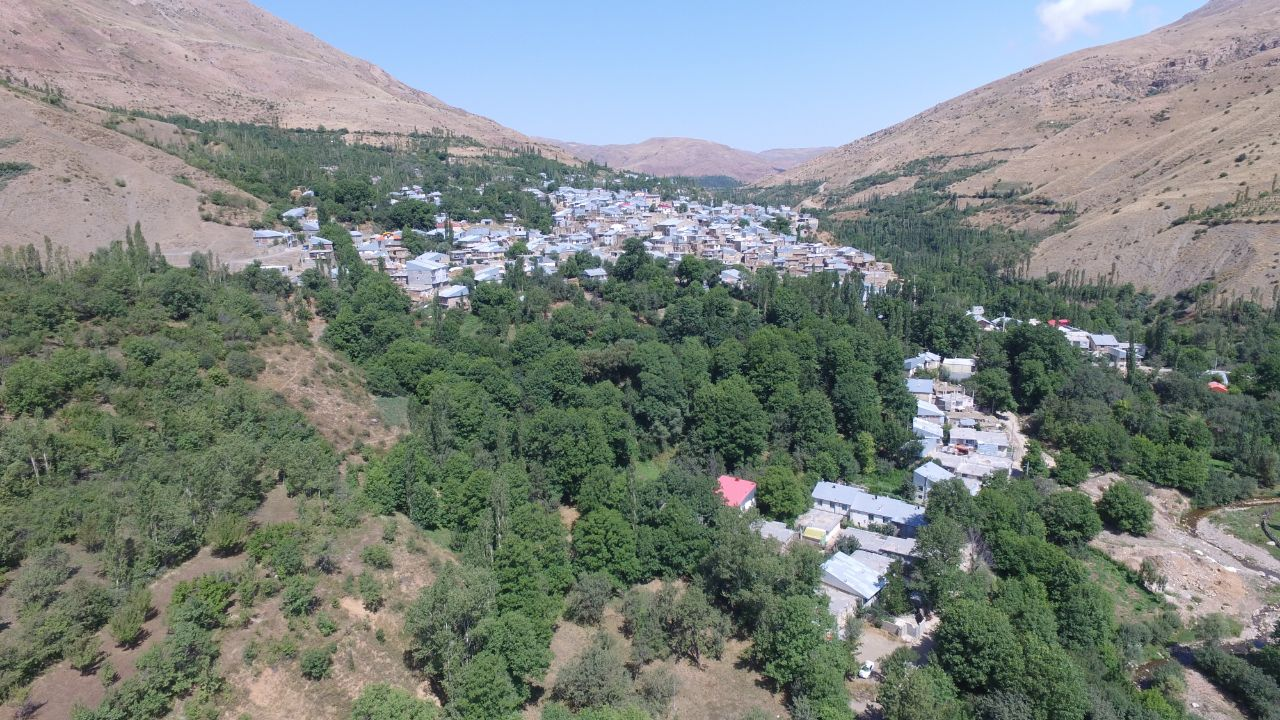
نگاره ای از روستا از بالا
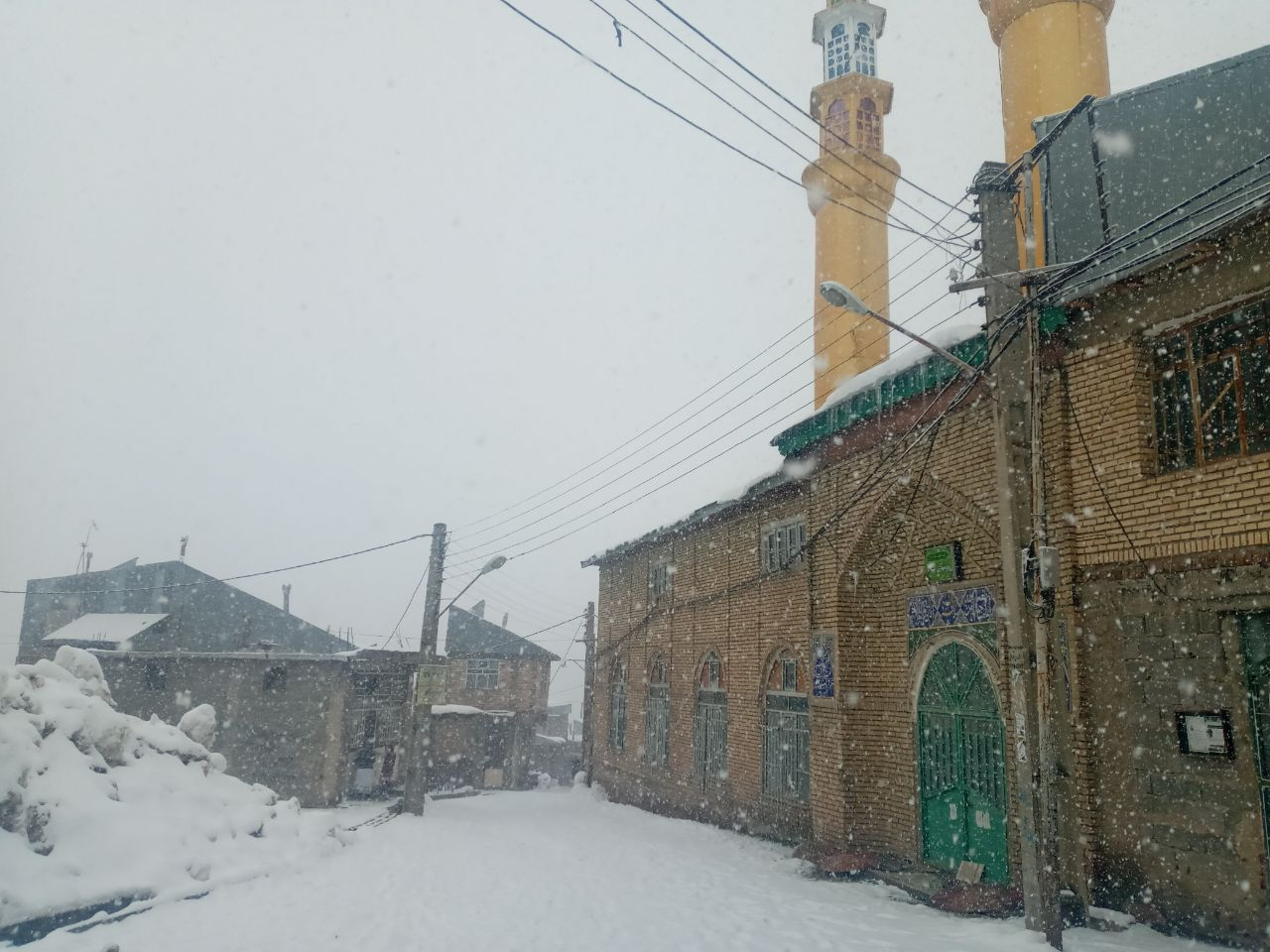
نگاره ای از مسجد جامع در روز برفی
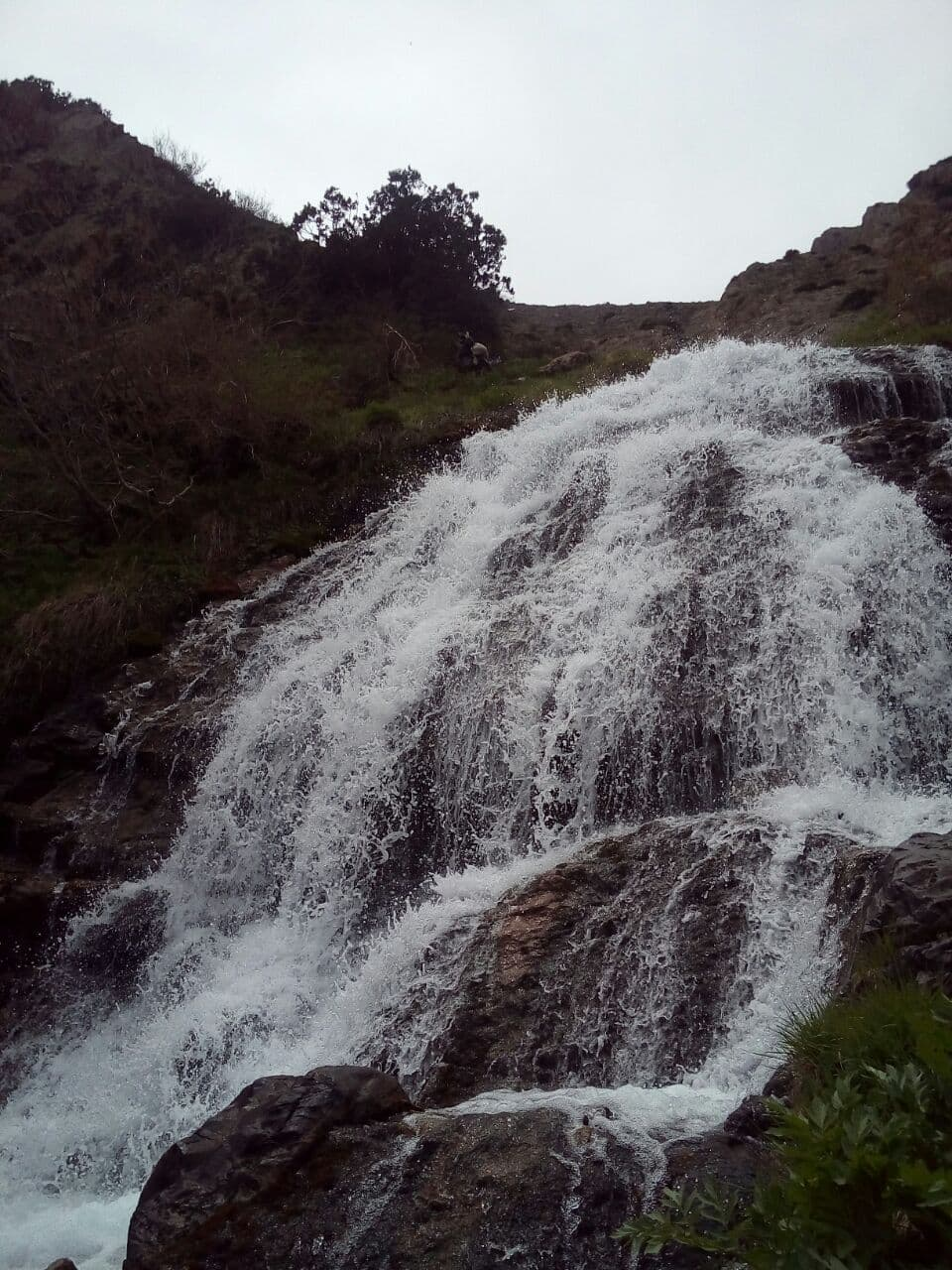
آبشار سیبیه خانی از جاذبه‌های گردشگری روستا
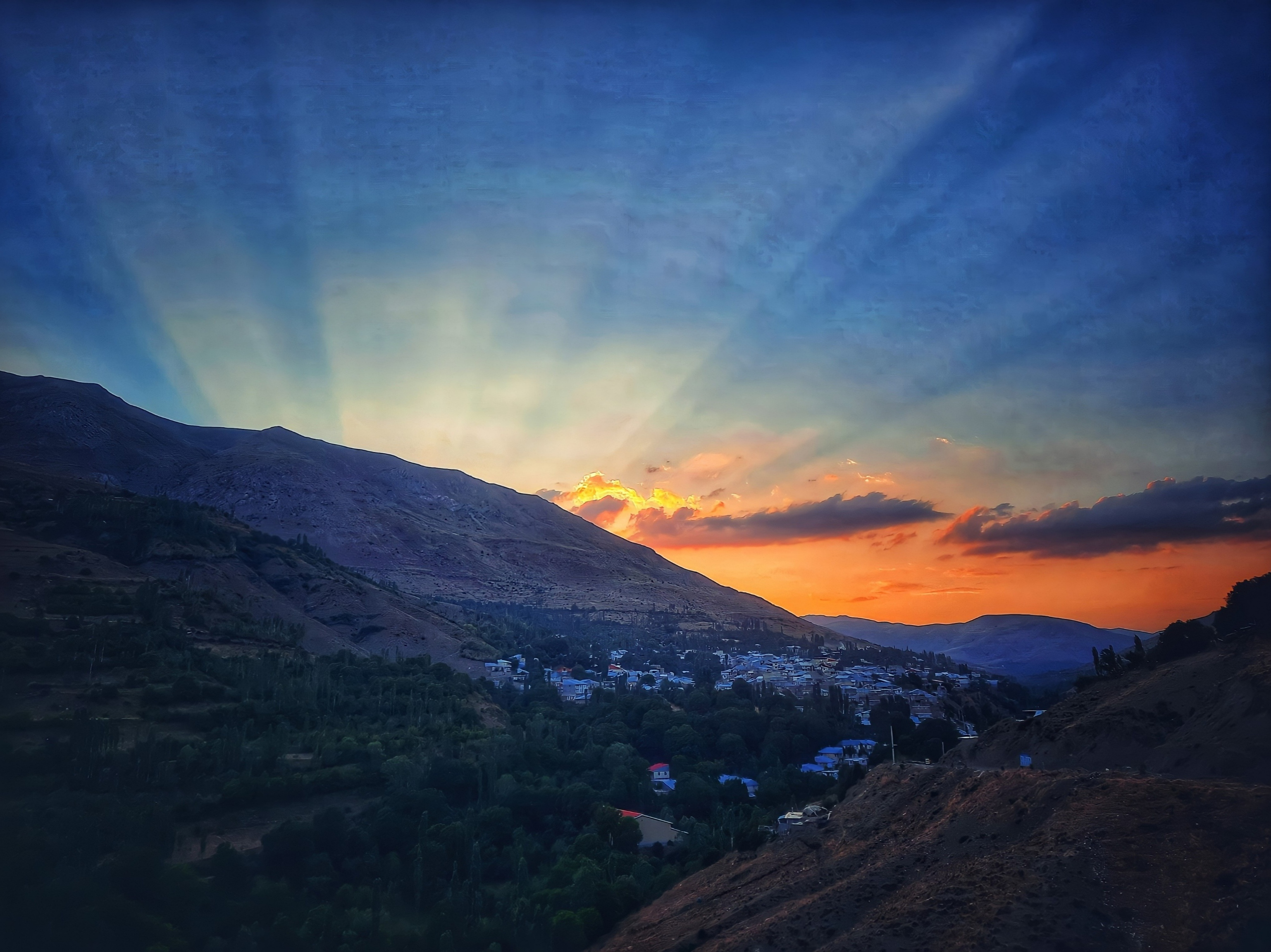